# Seznam divizij druge svetovne vojne
Seznam divizij druge svetovne vojne.

## Seznam
- seznam ameriških divizij druge svetovne vojne
- seznam belgijskih divizij druge svetovne vojne
- seznam bolgarskih divizij druge svetovne vojne
- seznam britanskih divizij druge svetovne vojne
- seznam estonskih divizij druge svetovne vojne
- seznam finskih divizij druge svetovne vojne
- seznam francoskih divizij druge svetovne vojne
- seznam japonskih divizij druge svetovne vojne
- seznam jugoslovanskih divizij druge svetovne vojne

- seznam divizij Kraljevine Jugoslavije
- seznam hrvaških divizij druge svetovne vojne
- seznam divizij NDH

- seznam nizozemskih divizij druge svetovne vojne
- seznam norveških divizij druge svetovne vojne
- seznam romunskih divizij druge svetovne vojne
- seznam slovaških divizij druge svetovne vojne
- seznam divizij Wehrmachta
- seznam divizij ZSSR